# Pardini SP
Pardini SP (sport pistol) je samonabíjecí pistole určená ke sportovní střelbě vyráběná italskou zbrojovkou Pardini, která se vyrábí v rážích .22 LR a .32 S&W. Od roku 2016 se vyrábí i verze s elektronickou spouští, do té doby byly verze pouze se spouští mechanickou (od roku 1991).
V České republice se jedná o zbraň kategorie B, jejíž nákup podléhá nákupnímu povolení.

## Uživatelé
Zbraň používá mnoho významných střelců - sportovců, například:
- Ralf Schumann (s touto zbraní obsadil 2. místo na LOH 2008 v Pekingu)
- Christian Reitz (s touto zbraní obsadil 3. místo na LOH 2008 v Pekingu a první místo na LOH 2016 v Rio de Janeiru)